# El Montmell
El Montmell é um município da Espanha na comarca de Baix Penedès, província de Tarragona, comunidade autónoma da Catalunha. Tem 72,8 km² de área e em 2021 tinha 1 730 habitantes (densidade: 23,8 hab./km²).

## Demografia
| Variação demográfica do município entre 1991 e 2004[carece de fontes?] | Variação demográfica do município entre 1991 e 2004[carece de fontes?] | Variação demográfica do município entre 1991 e 2004[carece de fontes?] | Variação demográfica do município entre 1991 e 2004[carece de fontes?] |
| ---------------------------------------------------------------------- | ---------------------------------------------------------------------- | ---------------------------------------------------------------------- | ---------------------------------------------------------------------- |
| 1991                                                                   | 1996                                                                   | 2001                                                                   | 2004                                                                   |
| 280                                                                    | 419                                                                    | 721                                                                    | 904                                                                    |